# Lepnica baldaszkowa
Lepnica baldaszkowa (Atocion armeria (L.) Raf.) – gatunek rośliny należący do rodziny goździkowatych (Caryophyllaceae). Pochodzi z południowej, środkowej i wschodniej Europy oraz Turcji, została zawleczona do wielu innych rejonów świata. W wielu krajach, również w Polsce jest uprawiana jako roślina ozdobna, czasami dziczejąca (efemerofit).
Rośliny z wschodnioeuropejskiej części zasięgu (występujące także we wschodniej Polsce) opisane zostały jako lepnica litewska (Silene lithuanica ≡ Atocion lituanicum), jednak w rewizji taksonomicznej rodzaju cechy diagnostyczne tego taksonu uznane zostały za mieszczące się w naturalnej zmienności Atocion armeria. 

## Morfologia

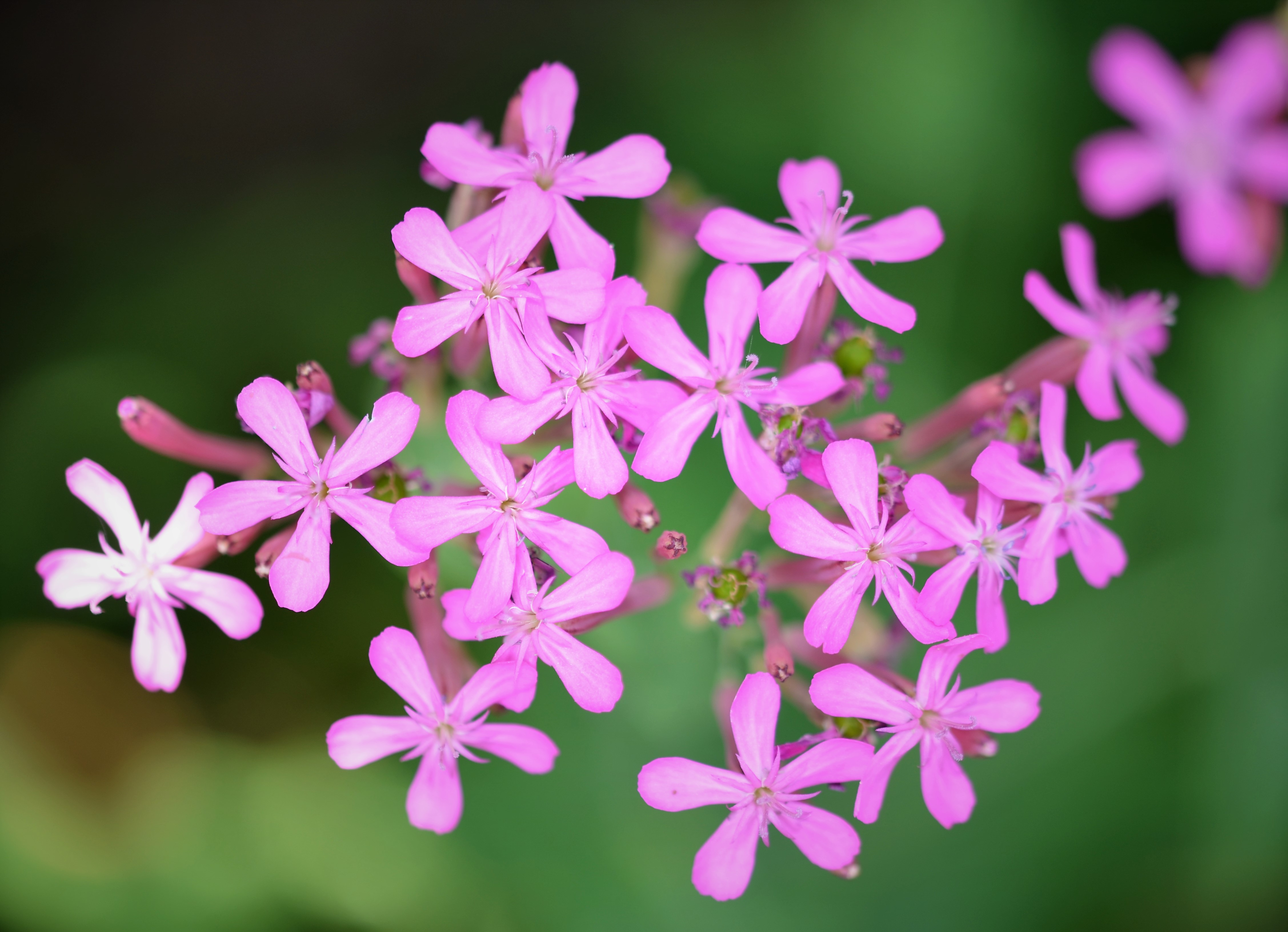
Kwiaty

PokrójRoślina jednoroczna lub dwuletnia o wysokości do 30 cm i szerokości do 15 cm.
ŁodygaWzniesiona, lepka, wysokości ok. 40 cm, u góry rozgałęziona. Ulistnienie naprzeciwległe, liście nasadami obejmują łodygę.
LiścieDolne skupione, łopatkowate, górne mniejsze, lancetowate do jajowatych.
KwiatyRóżowe, jasnopurpurowe, rzadko białe, średnicy do 1,5 cm. Zebrane w wierzchotki formujące gęste nibybaldachogrona.

## Zastosowanie i uprawa
- Roślina ozdobna – jest uprawiana na rabatach i w ogródkach skalnych jako roślina jednoroczna (jeśli uprawia się ją z gotowych sadzonek) lub dwuletnia (jeśli uprawia się ją z nasion). Nadaje się do stref klimatycznych 6-10[8]. Preferuje glebę średnio żyzną i przepuszczalną oraz słoneczne lub półcieniste stanowisko[8]. Rozmnaża się z nasion wysiewanych wczesną jesienią lub sadzonek[8]. Często rozsiewa się sama.

## Taksonomia
Synonimy homotypowe
- Cucubalus fasciculatus Lam.
- Lychnis armoraria Scop.
- Silene armeria L.
- Silene glauca Salisb.
- Silene latifolia Gray
- Silene variegata Fenzl

Synonimy heterotypowe
- Atocion armeria var. lituanicum (Zapał.) Niketić & Stevan.
- Atocion armeria var. sparsiflorum (Schur) Niketić & Stevan.
- Atocion armeroides Raf.
- Atocion lituanicum (Zapał.) Tzvelev
- Cucubalus glaucus Spreng.
- Silene berdaui Zapał.
- Silene lituanica Zapał.
- Silene mixta Fenzl
- Silene subleopoliensis Zapał.
- Silene umbellata Gilib.